# Mad (Got7)
Mad è il quarto EP del gruppo musicale sudcoreano Got7, pubblicato il 29 settembre 2015. Il 6 novembre successivo è stata pubblicata l'edizione taiwanese, contenente la versione cinese del brano Just Right come settima traccia.
Mad è stato ripubblicato il 23 novembre 2015 con il titolo Mad: Winter Edition, contenente quattro tracce in più.

## Descrizione
If You Do, composta da Black Eyed Pilseung, presenta l'immagine di un uomo diventato debole dinanzi all'amore, con versi arrabbiati quali "Ma ogni giorno cado in ginocchio" (하지만 매일 난 무릎 꿇었어?, Hajiman mae-il nan mureup kkulh-eoss-eoLR) e "Mi hai spinto giù da un dirupo" (날 절벽으로 밀어 부쳤어?, Nal jeolbyeog-euro mir-eo buchyeoss-eoLR), e un suono malinconico.
Put'em Up è scritta e composta da J.Y. Park e dipinge una splendida donna come una criminale e l'uomo innamorato di lei come un poliziotto.
In Mad: Winter Edition, si aggiungono tre canzoni: Confession Song è scritta e composta sempre da J.Y. Park e parla di un uomo che prende a prestito il potere del canto per dichiarare il suo amore. Everyday è composta dal leader dei Got7, JB, mentre Junior ha scritto il testo di To Star. Quest'ultima è una ballata agrodolce nella quale vengono ricordati i momenti passati con la persona amata e si desidera che tornino.

## Accoglienza
Mimyo di Idology ha ritenuto che If You Do facesse buon uso del fascino triste, ma potente, delle canzoni di JYP. Per Oyo, il concept triste e solenne del brano stona con l'immagine di allegri ragazzi californiani costruita dai Got7 fino a quel momento attraverso Girls Girls Girls, A e Just Right, al punto da essere imbarazzante. Jo Sung-min ha considerato If You Do un errore di valutazione in un momento in cui i Got7 dovevano garantirsi un fandom solido e differenziarsi dagli altri gruppi, commentando "La freschezza di A, che conteneva le caratteristiche dei Got7, è sparita da qualche parte, e If You Do, che ne è il completo opposto, esprime un qualcosa di più patetico che triste. È un album che fa sospettare che siano i 'piccoli 2PM' più di Stop Stop It". Ha giudicato inoltre che l'album in generale non avesse tracce distintive.
Nel 2019 Billboard ha inserito If You Do in posizione 95 nella classifica delle 100 migliori canzoni K-pop degli anni 2010 citandola come un pilastro del sound del gruppo.

## Tracce
1. If You Do (니가 하면?, Niga hamyeonLR) – 3:33 (testo: Sam Lewis – musica: Rado (Black Eyed Pilseung))
2. Put'em Up (손들어?, Sondeur-eoLR) – 3:08 (J.Y. Park "The Asiansoul", Joul of Princess Disease)
3. Feelin' Good (느낌이 좋아?, Neukkim-i joh-aLR) – 3:35 (testo: Chloe, Noday, Jackson, Mark – musica: Chloe, Noday)
4. Good – 3:11 (testo: E.One, Lee Mansung, Jackson, Mark – musica: E.One, Lee Mansung)
5. Eyes On (눈이가요!Nun-iga-yo?) – 3:24 (testo: Ju Chanyang, Maxx Song – musica: Command Freaks, Ju Chanyang)
6. Tic Tic Tok – 3:22 (testo: Chloe, Noday, Jackson – musica: Noday, Chloe)

Nuove tracce di Mad: Winter Edition
1. Confession Song (고백송?, GobaeksongLR) – 3:33 (J.Y. Park "The Asiansoul")
2. Everyday (매일?, Mae-ilLR) – 3:11 (testo: Defsoul (JB), Joul of Princess Disease, BamBam – musica: Defsoul (JB), Joul of Princess Disease)
3. To Star (이.별?, I.byeolLR) – 3:52 (testo: Jinyoung – musica: Andreas Stone Johansson, Matt Wong, Steven Lee)

1. If You Do (Stage Ver.) (니가 하면 (Stage Ver.)?, Niga hamyeon (Stage Ver.)LR) – 3:33 (testo: Sam Lewis – musica: Rado (Black Eyed Pilseung))

## Formazione
- Mark – rap
- JB – voce
- Jackson – rap
- Junior – voce
- Youngjae – voce
- BamBam – rap
- Yugyeom – voce

## Successo commerciale
Dopo l'uscita, Mad si è classificato al primo posto in Corea del Sud sulle classifiche Hanteo e Gaon, vendendo 34 890 copie nel mese di settembre 2015 secondo quest'ultima, e negli Stati Uniti sulla Billboard World Albums Chart. Il disco è arrivato al primo posto su iTunes in sei Paesi (Hong Kong, Indonesia, Malesia, Filippine, Singapore e Thailandia), secondo in Taiwan e Finlandia, e nono in Danimarca, oltre a figurare nella top 20 di Stati Uniti d'America e Canada.
Mad: Winter Edition ha fatto il suo ingresso in seconda posizione sulla Gaon Weekly Album Chart, vendendo 19 489 copie nel mese di novembre 2015.
A fine anno, Mad è risultato il 24º album più venduto del 2015 in Corea con 91 119 copie, mentre Mad: Winter Edition ha venduto 24 119 copie, classificandosi 70º.

## Classifiche

### Classifiche settimanali
| Classifica (2015) | Posizione massima | Posizione massima |
| Classifica (2015) | Mad               | Winter Edition    |
| ----------------- | ----------------- | ----------------- |
| Corea del Sud     | 1                 | 2                 |

### Classifiche di fine anno
| Classifica (2015) | Posizione | Posizione      |
| Classifica (2015) | Mad       | Winter Edition |
| ----------------- | --------- | -------------- |
| Corea del Sud     | 24        | 70             |